# Ben en Tom Birchall

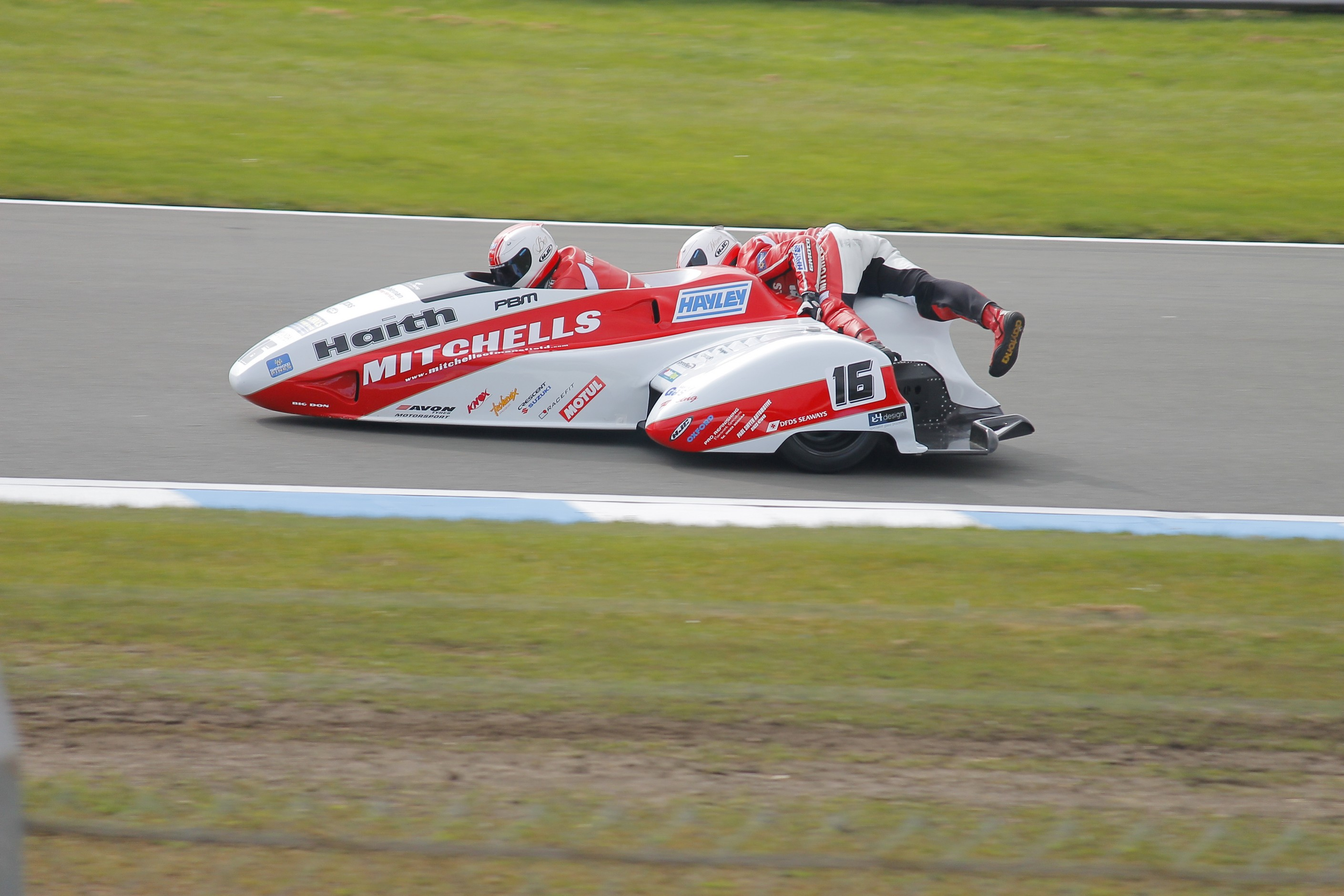
Ben en Tom Birchall op een F1-zijspancombinatie tijdens een race op Donington Park (2015)

Ben Birchall (21 januari 1977) en Tom Birchall, (23 december 1986), uit Mansfield (Nottinghamshire), zijn Engelse motorcoureurs in de zijspanklasse. De broers rijden zowel in het Britse Kampioenschap als in het FIM Wereldkampioenschap zijspan. Ze werden viermaal wereldkampioen: in 2009, 2016, 2017 en 2018. Het kampioenschap in 2016 was het aparte kampioenschap in de 600 cm³ categorie, officieel bekend als F2 Sidecar World.
Daarnaast wonnen de broers tienmaal de zijspanrace van de TT van Man: in 2013, 2015 (2×), 2016, 2017 (2×), 2018 (2×) en 2019 (2×). Ze zijn het team dat het vaakst ronde- en racerecords van de zijspanrace van de TT van Man verbeterd hebben. Ook de huidige (2021) records voor de snelste ronde en voor de snelste race zijn in hun handen (beide gevestigd in 2018).
Tot 2016 reden de broers voor zichzelf op LCR machines. In 2016 startten breidden ze hun team uit onder de naam Team Mansfield. Ze bleven rijden op LCR-machines.

## Carrière
Ben Birchall begon in 1998 als bakkenist met zijspanracen. Van 1999 t/m 2002 was hij de vaste bakkenist van Dave Holden (~1947-2021). Met Holden won hij in 1999 en 2002 het EMRA (East Midlands Racing Association) kampioenschap. Ze eindigden enkele seizoenen achter elkaar op het podium in het Britse Nationale Zijspankampioenschap.
Op 27 mei 2001 reed Ben zijn eerste race in het Wereldkampioenschap zijspan toen hij tijdens de WK races op Donington Park inviel als bakkenist bij de Nieuw-Zeelandse coureur Barry Fleury. Ze finishten als achtste.

### 2003-2008
Sinds 2003 bestuurt Ben Birchall zijn eigen zijspancombinatie. Zijn broer Tom, toen 17, begon toen ook met racen, als bakkenist van Ben. Ze eindigden als vierde in het British Sidecar Championship 2003 en werden uitgeroepen tot Rookie of the Year.
De eerste jaren reden de broers mee in het F1 British Sidecar Championship. Op 4 september 2005 reden ze voor het eerst een WK race op het TT-Circuit Assen, waar ze als negende eindigden.
Dat jaar werden ze achter Sean en Mark Hegarty tweede in het F1 British Sidecar Championship.
In 2006 reden ze het hele WK. Ze eindigden als dertiende. Hun beste resultaat was een zevende plaats in de ‘Gold Race’ op Castle Combe Circuit in het Verenigd Koninkrijk op 11 juni.
2007 werden ze vijfde in de eindstand van het Wereldkampioenschap zijspan. Hun eerste podiumplaats behaalden ze met een derde plaats op de Sachsenring. Later dat seizoen behaalden ze nog driemaal het podium, met tweede plaatsen tijdens de ‘Gold Races’ op de Salzburgring, het Circuit van Rijeka en de race op Le Mans.
Ze wonnen diverse andere wedstrijden , waaronder aan het eind van het seizoen de prestigieuze Jock Taylor Memorial Trophy op Knockhill.
Op 17 augustus 2008 wonnen ze in Kroatië hun eerste WK race: de ‘Gold Race’ op het Circuit van Rijeka. In de eindstand van het WK eindigden ze als derde achter wereldkampioenen Pekka Päivärinta en Timo Karttiala en achter Tim Reeves en Patrick Farrance die tweede werden.

### 2009
In 2009 werden de Birchalls voor het eerst wereldkampioen F1 Zijspanrace, vóór Pekka Päivärinta/Adolf Hänni (2e) en Tim en Tristan Reeves (3e). Ze eindigden alle zeven races op het podium, waarvan driemaal op de hoogste trede.
Ze namen in 2009 voor het eerst deel aan de Sidecar TT van de TT van Man. Dat jaar was er slechts één zijspanrace, die ze niet uitreden. Met een snelheid van 110,659 mph (178,088 km/u) reden ze wel de op-een-na snelste ronde door een nieuwkomer ooit (de snelste reed Tim Reeves in 2008).

### 2010
In 2010 startten de broers op een nieuwe ‘lange’ LCR F1 machine met een 600 cm³ Yamaha R1 motor. Deze testten ze in Frankrijk, voordat ze ermee in april debuteerden op Pembrey Circuit in de eerste ronde van het Brits kampioenschap, en daarna in de eerste ronde van het WK op Le Mans. Tijdens een training voor de WK races in Kroatië crashten de Birchalls en liep Ben verwondingen op waarvoor hij huidtransplantaties nodig had.
Ze eindigden de WK serie van 2010 op de derde plaats, achter Päivärinta/Hänni en Reeves en Grégory Cluze die tweede werden. De Birchalls wonnen de ‘Sprint Race’ op de Schleizerdreieck.
Doordat hun nieuwe F2 zijspancombinatie niet op tijd beschikbaar was misten ze de TT in 2010.

### 2011
In februari 2011 werden de Birchalls na een online verkiezing uitgeroepen tot Sportteam van het jaar van Nottinghamshire. Ze werden ook benoemd tot ereburger van hun geboortestad Mansfield.
Ze eindigden de WK serie van 2011 op de tweede plaats, achter Päivärinta en Hänni.
Bij hun deelname aan de TT in 2011 eindigden ze als 7e in de eerste race, en als 5e in de tweede.

### 2012
In 2012 sloten de Birchalls zich aan bij voormalig wereldkampioen (2001) en TT van Man winnaar (1010 (2×) en 2011 (1×)) Klaus Klaffenböck en diens nieuwe bakkenist Adolf Hänni, meervoudig wereldkampioen als bakkenist van Pekka Päivärinta, in een nieuw team genaamd ‘Cofain Racing by Klaffi’. Het team reed zowel met ‘lange’ (F1) als ‘korte’ (F2) machines met LCR chassis en Honda motoren.
In het F1 Wereldkampioenschap eindigden de Birchalls in 2012 als derde, achter de duo’s Tim Reeves/Ashley Hawes (wereldkampioen) en Jörg Steinhauser/Grégory Cluze die tweede werden.
Tijdens de training voor de TT van Man van 2012 in juni raakten ze met hoge snelheid van het parcours in de buurt van Brandywell:
"It is a 120mph corner and I knew we were going to leave the road. It is straight down and I had a split second to make a decision. I decided to go off head first rather than risk rolling all the way down. I turned round and saw Tom stuck in a sheep fence." (nl: “Het is een bocht van 120 mph (193,12 km/u) en ik wist dat we van de weg zouden gaan. Het gaat recht naar beneden en ik had een fractie van een seconde om een beslissing te nemen. Ik besloot er vooruit af te gaan in plaats van het risico te lopen helemaal naar beneden te rollen. Ik draaide me om en zag Tom vastzitten in het gaas.”)— Ben Birchall, zijspancoureur
Beide broers werden met zware kneuzingen naar het ziekenhuis gevlogen dat ze na onderzoek weer mochten verlaten. Hun machine was zwaar beschadigd, maar na reparatie hervatten ze de trainingen en eindigden ze in de eerste race op de tweede plaats, achter Dave Molyneux en Patrick Farrance. In de tweede race behaalden ze de derde plaats achter Molyneux en Farrance en Tim Reeves en Daniel Sayle die als tweede eindigden.
Na de TT vertrokken ze onmiddellijk naar de Hungaroring in Hongarije voor de tweede ronde van het FIM Wereldkampioenschap zijspan. Ondertussen wonnen ze op Man de Spirit of TT-award, omdat ze na hun zware crash toch deelnamen en zelfs tweemaal het podium haalden. De prijs werd in hun afwezigheid ontvangst werd genomen door hun vader John Birchall en Klaus Klaffenböck.
In juli 2012 deden ze voor het eerst mee aan de Southern 100 wegraces op Man. Ze waren de eerste nieuwkomers die de zijspanrace wisten te winnen.

### 2013
In het F1 Wereldkampioenschap eindigden de Birchalls in 2013 als tweede achter Pekka Päivärinta en Adolf Hänni, hoewel ze zeven van de tien races gewonnen hadden. De twee races op het Circuit van Rijeka in Kroatië konden ze echter niet deelnemen, omdat ze deelnamen aan de TT van Man.
In 2013 behaalden ze hun eerste overwinning in de TT van Man door de tweede race te winnen, nadat ze in de eerste race nog uitgevallen waren.

### 2014
In het F1 Wereldkampioenschap eindigden de Birchalls in 2014 opnieuw als tweede, nu achter Reeves en Cluze.
In 2014 kregen ze een ernstig ongeval in de eerste race op de Isle of Man TT. Beiden werden behandeld in het Noble's ziekenhuis in de Douglas. Tom liep een gekneusde long, snijwonden en ernstige kneuzingen op. Ben had een ernstig beschadigde rechterhand en werd overgebracht naar Wigan waar een orthopedisch chirurg en een plastisch chirurg, zijn hand herstelden. Ze konden door het ongeval niet deelnemen aan de tweede race.

### 2015
In 2015 trokken de Birchalls zich terug uit het F1 Wereldkampioenschap na openingsronde op Donington Park. In een lange verklaring gaven ze tal van redenen, maar vooral het rijgedrag van Tim Reeves die in de race een aanrijding veroorzaakt had waardoor de Birchalls uitvielen en Reeves werd gediskwalificeerd.
In 2015 wonnen de Birchalls voor het eerst beide races van de TT.

### 2016
In 2016 namen ze niet deel aan het Superside Sidecar World Championship voor machines van maximaal 1000 cm³, maar deden ze met een ‘lange (F1)’ LCR-Honda machine met 600 cm³ motor mee aan de F2 World Trophy 600cc voor machines van maximaal 600 cm³. Ze wonnen alle negen races en al na de zevende race konden ze niet meer achterhaald worden en waren Wereldkampioen 600 cm³.
In de TT van 2016 wonnen ze de eerste race, en vielen ze uit tijdens de tweede race.
In het Brits F1 Kampioenschap 2016 wonnen ze de F2 Cup, de aparte prijs voor ‘lange’ machines met een 600 cc (‘F2’) motor.

### 2017
Vanaf 2017 werden de reglementen aangepast en hebben alle F1 machines een 600 cm³ motor. Er rijden wel machines met 1000 cm³ motoren mee in de races, maar moderne 600 cm³ machines zijn sneller. Per race worden wel aparte prijzen uitgereikt voor de 1000 cm³ machines. Er is echter geen afzonderlijk FIM Wereldkampioenschap voor 1000cc machines.
Tijdens het seizoen 2017 reden de Birchalls als regerend F1 (600 cm³)-zijspanwereldkampioenen onder de naam “Team Mansfield with IEG Racing”. Ze reden het Wereldkampioenschap en het Britse kampioenschap met een LCR F1-combinatie met een Yamaha R6 600 cm³ motor.

Voor de Sidecar TT van de TT van Man-races in juni en de Southern 100-races op Man in juli gebruikten ze - zoals vereist in deze races - een kleinere F2 machine (LCR-kort chassis), met een 600 cm³ Honda motor.
Ze wonnen het World Championship met overmacht en wonnen zeven van de acht races.
In 2017 werden opnieuw beide TT races gewonnen. Ze vestigden met 117,119 mph (188,485 km/u) een nieuw ronderecord voor de Sidecar TT van de TT van Man-races.
Met hun overwinning in het WK, en dubbele overwinning op Man waren ze de eersten die beide titels in hetzelfde jaar wonnen.

### 2018
De broers werden in 2018 opnieuw wereldkampioen. De strijd werd pas in de laatste ronde beslist op het Duitse circuit van Oschersleben, waar de Birchalls de titel pakten met een overtuigende overwinning.
Op de TT wonnen ze in 2018 opnieuw beide races., en verbeterden ze hun eigen ronderecord tweemaal: tijdens de eerste race tot 19 min 4,353 sec, ongeveer 13 seconden sneller dan de rest van de deelnemers. en in de tweede race naar 18 min 59,018 sec en een gemiddelde snelheid van 119,250 mph (191,914 km/u). Hiermee waren ze het eerste zijspanteam dat het 37,7 mijl (60,6 km) lange parcours in minder dan 19 minuten afrondde.

### 2019
De broers namen in 2019 opnieuw zowel deel aan het World Championship als aan de Isle of Man TT Races.
In het WK eindigden de Birchalls als derde, achter wereldkampioenen Reeves/Wilkes en Paivarinta/Veräinen die tweede werden. Ze wonnen 3 van de races in een seizoen waarin ze geplaagd waren door technische problemen.
In 2019 wonnen de Birchalls voor het derde jaar op rij beide TT races.
Waardoor hun totaal op tien TT-overwinningen kwam, evenveel als de legendarische Giacomo Agostini. Bovendien werd Tom Birchall hierdoor de succesvolste bakkenist ooit in de TT, en steeg Ben tot de op-een-na succesvolste zijspancoureur in de TT, na Dave Molyneux.
Op de TT van Man ontvingen ze als bouwers van LCR-zijspancombinaties ook de Motul Award for Technical Excellence, omdat al de podiumplaatsen in beide races bezet werden door teams met hun LCR-zijspancombinaties, en bijna de helft van alle deelnemers reden met LCR-machines.

### 2020
In het Coronajaar 2020 werd er geen WK gereden. In plaats daarvan werd er een International Super Prix verreden, waaraan de Birchalls niet deelnamen.
In 2020 werd de TT in verband met de Coronamaatregelen niet verreden.

### 2021
Bij het WK in 2021 eindigden de Birchalls op de negende plaats.
De TT werd in 2021 in verband met de Corona Coronamaatregelen opnieuw niet verreden.
In 2021 wonnen de Birchalls voor het eerst het Engelse F1 Zijspan Kampioenschap.

## Palmares
Wereldkampioen zijspanrace 2009

 Wereldkampioen zijspanrace 2016 (600 cm³)

 Wereldkampioen zijspanrace 2017

 Wereldkampioen zijspanrace 2018

 F2 Cup 2018 (Engels kampioen F1 zijspanrace, 600 cm³)

 Engels kampioen zijspanrace 2021

### Overwinningen in de TT van Man
| Jaar | Klasse                    | Machine   | Gemiddelde snelheid        |
| ---- | ------------------------- | --------- | -------------------------- |
| 2013 | Zijspan F2 600 cm³ Race 2 | LCR       | 184,088 km/u (114,387 mph) |
| 2015 | Zijspan F2 600 cm³ Race 1 | LCR       | 186,314 km/u (115,770 mph) |
| 2015 | Zijspan F2 600 cm³ Race 2 | LCR       | 187,101 km/u (116,259 mph) |
| 2016 | Zijspan F2 600 cm³ Race 2 | LCR       | 186.134 km/u (115,658 mph) |
| 2017 | Zijspan F2 600 cm³ Race 1 | LCR       | 186,727 km/u (116,027 mph) |
| 2017 | Zijspan F2 600 cm³ Race 2 | LCR       | 186,298 km/u (115,760 mph) |
| 2018 | Zijspan F2 600 cm³ Race 1 | Honda     | 189,882 km/u (117,987 mph) |
| 2018 | Zijspan F2 600 cm³ Race 2 | LCR-Honda | 190,355 km/u (118,281 mph) |
| 2019 | Zijspan F2 600 cm³ Race 1 | LCR-Honda | 190,413 km/u (118,317 mph) |
| 2019 | Zijspan F2 600 cm³ Race 2 | LCR       | 190,413 km/u (118,317 mph) |

## LCR
De Birchalls reden al jaren op LCR-combinaties, toen ze in 2014 onderdelen gingen produceren voor de zijspannen van het Zwitserse bedrijf Louis Christen Racing uit Rheineck. Aangezien de toen 67-jarige Louis Christen op zoek was naar opvolgers voor zijn bedrijf brachten ze ook veel tijd door in LCR’s fabriek om alles te leren over het ontwerp en de functionaliteit van de combinaties. Geleidelijk werden mallen, machines en tekeningen overgebracht naar Engeland en vanaf 2017 werden de LCR machines volledig in Engeland geproduceerd. In 2018 namen de Brichalls het merk officieel over.
Na meer dan 40 jaar neemt de succesvolle LCR-ontwerper Louis Christen uit Zwitserland afscheid. De winnende teams worden nu geproduceerd in Engeland. uit Rheineck in het kanton St. Gallen Ben en Tom Birchall bouwen nu aan de LCR-raceteams voor klanten over de hele wereld. ...

## Trivia
- Ben Birchall werd in mei 2019 gekozen tot raadslid in het Mansfield District Council voor de lokale partij ‘Mansfield Independent Forum’.[89]
- Ben en Tom Birchall zijn geen familie van de Britse bakkenist Simon Birchall,[90] die in 1980 wereldkampioen werd met de Franse coureur Alain Michel.